# Control (videogioco)
Control è un videogioco di genere sparatutto in terza persona, in stile avventura dinamica, sviluppato da Remedy Entertainment e pubblicato da 505 Games. È stato pubblicato per Microsoft Windows, PlayStation 4 e Xbox One il 27 agosto 2019.
Control: Ultimate Edition, versione per PlayStation 5 e Xbox Series X è stata resa disponibile sulla piattaforma Steam a partire dal 27 agosto 2020 e per le console next-gen il 2 febbraio 2021. Oltre ad includere il gioco base comprende due DLC: The Foundation e AWE.
Una versione per Nintendo Switch è stata presentata e pubblicata il 28 ottobre 2020 nel Nintendo Direct Mini Partner Showcase, compatibile usando la tecnologia di streaming tramite cloud gaming.

## Trama
Dopo aver subito un evento soprannaturale quando era bambina, Jesse Faden (Courtney Hope) entra in contatto con una forza paranormale, Polaris, che le conferisce poteri soprannaturali e funge da guida dandole indicazioni nella sua mente. Dopo lo stesso evento, inoltre, il fratello di Jesse, Dylan Faden (Sean Durrie) scompare nel nulla, rapito da una misteriosa organizzazione. Jesse vive quindi nell'ombra il periodo precedente agli inizi del gioco, cercando tracce della posizione e del destino del fratello.
Dopo una ventina di anni dagli eventi che l'hanno separata dal fratello, Jesse arriva finalmente a scoprire l'ubicazione della FBC (Federal Bureau Of Control), l'organizzazione segreta governativa che ha rapito suo fratello Dylan e che si occupa di fenomeni inspiegabili o soprannaturali. L'obiettivo della FBC è studiare, contenere e, se possibile, prendere il controllo degli elementi soprannaturali e manipolarli per i propri scopi, spesso a prescindere dall'etica morale. La sede della FBC si trova in pieno centro a New York, in un edificio brutalista, chiamato Oldest House, che si scopre essere un collegamento verso altri piani di esistenza (detti Piani Astrali) e che ha il potere di mutare al suo interno e di essere nascosto in piena vista al mondo normale. Dopo esservi entrata, Jesse scopre che il precedente direttore Zachariah Trench (James McCaffrey) si è apparentemente suicidato con la sua Arma di Servizio. Dopo averla raccolta, Jesse entra in contatto con il Consiglio, una entità criptica che vive nel Piano Astrale, diventando così la nuova Direttrice della FBC. Da questo momento Jesse, con l'aiuto dei suoi nuovi sottoposti, di un eccentrico inserviente e guidata da alcune visioni di Trench, dovrà sia cercare di trovare e liberare suo fratello, sia cercare di fermare l'HISS, una forza soprannaturale maligna che ha messo in quarantena la Oldest House impossessandosi di molti degli impiegati e che minaccia di invadere il mondo.
Nel corso del gioco Jesse acquisterà nuovi poteri come la telecinesi e la levitazione, attraverso l'interazione con gli Oggetti Del Potere (OOP è l'acronimo usato in lingua originale), oggetti all'apparenza normali che in realtà conferiscono ai parautilitaristi (coloro che possono sfruttare il paranormale) vari poteri.
Nel corso del gioco, Jesse scoprirà cos'è realmente successo durante l'evento traumatico che subirono lei e il fratello quando erano bambini e il motivo per cui Dylan è stato rapito. Infatti, l'evento che ha cambiato la vita dei due fratelli è stata la scoperta di un misterioso Proiettore, che in realtà era un Oggetto Del Potere le cui diapositive aprivano portali su dimensioni paranormali. Aprire queste dimensioni portò ad un Evento Del Mondo Alterato (AWE è l'acronimo usato in lingua originale) che spazzò via ogni adulto dalla cittadina Ordinary e costrinse la FBC a coprire l'incidente. La FBC scopre che i due bambini Jesse e Dylan erano "Prime Candidates", ossia possibili futuri Direttori della FBC. Mentre il fratello Dylan era stato rapito e "studiato" a stretto contatto dalla FBC, Jesse era stata lasciata libera nel mondo esterno ma costantemente monitorata, studiata e seguita nell'ombra dalla FBC. Jesse scopre che Dylan, dopo anni di test subiti, aveva deciso di vendicarsi usando l'HISS per corrompere e manipolare il Direttore della FBC, Trench, obbligandolo a suicidarsi ma solo dopo avergli fatto aprire portali tramite le diapositive del Proiettore, azione che ha permesso all'HISS di prendere il controllo della Oldest House.
Il gioco termina con Jesse che scopre la verità sul ruolo del fratello nell'ascesa di Hiss. All'inizio, sembra che Jesse fallisca nel salvare la Oldest House diventando anch'essa corrotta dall'Hiss. Ma dopo i primi titoli di coda, Jesse si trova a ricoprire il ruolo di semplice segretaria della FBC in un mondo alternativo, incubo dal quale riesce a fuggire grazie all'aiuto di Polaris e del Consiglio. Jesse riesce quindi finalmente a spegnere il Proiettore, chiudendo la connessione tra l'universo degli Hiss e la Oldest House. Dopo i titoli di coda definitivi, Jesse si ritrova finalmente nella Oldest House, ancora in quarantena per via dei residui di Hiss rimasti, con il compito di liberare l'edificio da questa entità maligna.

### DLC

#### The Foundation
Il primo DLC disponibile con la versione Ultimate Edition si chiama The Foundation e vede la protagonista del gioco, Jesse Faden, proiettata in territori inesplorati all'interno del Bureau stesso. Alla missione si accede soltanto al termine della storia principale.
Jesse è diventata la nuova Direttrice della FBC ed è alle prese con la ricostruzione della precedente normalità. La storia inizia con lo squillo del Telefono Rosso e la chiamata di Helen Marshall, ex agente CIA e parte dello staff del precedente Direttore, svanita in circostanze ignote durante l’avventura principale. 
Helen Marshall informa la protagonista del fatto che una nuova minaccia sta mettendo a repentaglio il futuro dell’FBC. Per questo motivo Jesse dovrà far luce sulla vicenda avventurandosi nelle sconfinate caverne poste al di sotto dell’Oldest House.

#### AWE
L'espansione porta la protagonista nel Settore Investigazioni della Oldest House, dove esamina attentamente gli Eventi del Mondo Alterato (AWE).
L’espansione, che diventa disponibile e fruibile dopo il completamento della settima missione principale della campagna (Il volto del nemico), richiede che Jesse entri nel Settore Investigazioni e affronti la creatura in agguato in questa parte del Bureau, da tempo abbandonata.
Per sottrarre il Settore Investigazioni alle sue grinfie, Jesse deve esplorare gli Eventi del Mondo Alterato, compreso quello della città di Bright Falls dove la protagonista viene a conoscenza della scomparsa dello scrittore Alan Wake.

## Modalità di gioco
Come i precedenti videogiochi di Remedy, Control ha una prospettiva in terza persona. Nel gioco, i giocatori combattono contro i nemici usando un'arma da fuoco che può essere trasformata in forme diverse come pistola e carabina. Può anche essere aggiornata per migliorare la sua efficienza. Inoltre, i giocatori hanno accesso a varie abilità soprannaturali e telecinetiche, le quali possono essere modificate. Ad esempio, si possono utilizzare dei detriti per formare uno scudo difensivo oppure per lanciarli contro i nemici. 
Nella versione Ultimate Edition sono state inserite due modalità differenti per personalizzare l'estetica: la variante Grafica, con possibilità di settaggio per risoluzione e Ray Tracing, e la variante Prestazioni, al fine di ottimizzare la fluidità di gioco. 

## Sviluppo
Il gioco è stato sviluppato da Remedy Entertainment. Mikael Kasurinen, che ha lavorato al precedente videogioco di Remedy, Quantum Break, è il game director del gioco, Sam Lake è il game designer e il direttore creativo del gioco. Lo sviluppo del gioco è iniziato prima dell'uscita di Quantum Break e, a partire da maggio 2017, il gioco era ancora in fase di pre-produzione. È stato utilizzato il motore Northlight, lo stesso di Quantum Break. 
Nel maggio 2017, Remedy ha annunciato di aver stretto una collaborazione con 505 Games per la pubblicazione del gioco, con nome in codice "P7". Il gioco è stato ufficialmente rivelato alla conferenza stampa E3 2018 di Sony Interactive Entertainment. È il primo gioco di Remedy su una piattaforma Sony dal 2003, dopo Max Payne 2: The Fall of Max Payne.
Invece di concentrarsi su di una storia ampia e complessa, il team di design ha deciso di prestare particolare attenzione alla creazione di un universo abbastanza dettagliato ma che permettesse comunque ai giocatori di speculare e creare teorie. Il gioco è stato inoltre strutturato per avere una rigiocabilità elevata. Gli sviluppatori hanno preso ampiamente ispirazione dal progetto online e sito web SCP Foundation per la creazione della lore del gioco.

## Accoglienza
| Data             | Premio                 | Categoria        | Risultato | Fonte |
| ---------------- | ---------------------- | ---------------- | --------- | ----- |
| 16 novembre 2018 | Golden Joystick Awards | Gioco più atteso | Candidato | [ 4 ] |

## Sequel
L'11 novembre 2022 Remedy annuncia ufficialmente di essere alle prese con il sequel di Control: il prodotto nasce da una collaborazione fra la software house finlandese e il publisher 505 Games, che si occuperà della distribuzione del videogioco al momento dell'uscita. Il seguito di Control arriverà nel 2027 esclusivamente su PC e console di ultima generazione, ovvero PlayStation 5 e Xbox Series X/S.

## Spin-off
È in uscita nel 2025 il videogioco FPS multiplayer FBC Firebreak
che tratta di un reparto speciale della Federal Bureau of Control chiamato Firebreak che si occupa di eliminare anomalie che hanno invaso la struttura dell' FBC.